# Википедија на каталонском језику
Википедија на каталонском језику (кат. Viquipèdia en català) је верзија Википедије на каталонском језику, слободне енциклопедије, која данас има 774.879 чланака и заузима на листи Википедија 14. место.